# 牡丹园事件
九·二六牡丹园事件是指2010年9月26日，北京警方大规模突查一男性同性恋聚集地牡丹园的事件，有大批同性恋者被警方带走讯问。牡丹园位于北京市海淀区，是当地的男同性恋聚集场所。因为北京同性恋者多不敢暴露身份，因此此地多发生包括抢劫在内的犯罪事件，此处亦有发生卖淫活动。9月26日晚，警方以“打击卖淫”为目的，出动十余辆警车前往牡丹园，并有特警及武警在外围守卫，多达200名同性恋者被带走讯问，大部分人在次日中午被释放。事后有人反映遭受一定程度的心理创伤。有民间艾滋病组织对此事件表示抗议。台北时报认为，此次事件反映出了社会对同性恋群体尚不存在一个宽容的心态，并且低收入的同性恋者无处可去的现象。